# Vesicaperla trilinea
Vesicaperla trilinea är en bäcksländeart som beskrevs av Mclellan 2003. Vesicaperla trilinea ingår i släktet Vesicaperla och familjen Gripopterygidae. Inga underarter finns listade i Catalogue of Life.